# Fundo de Quintal

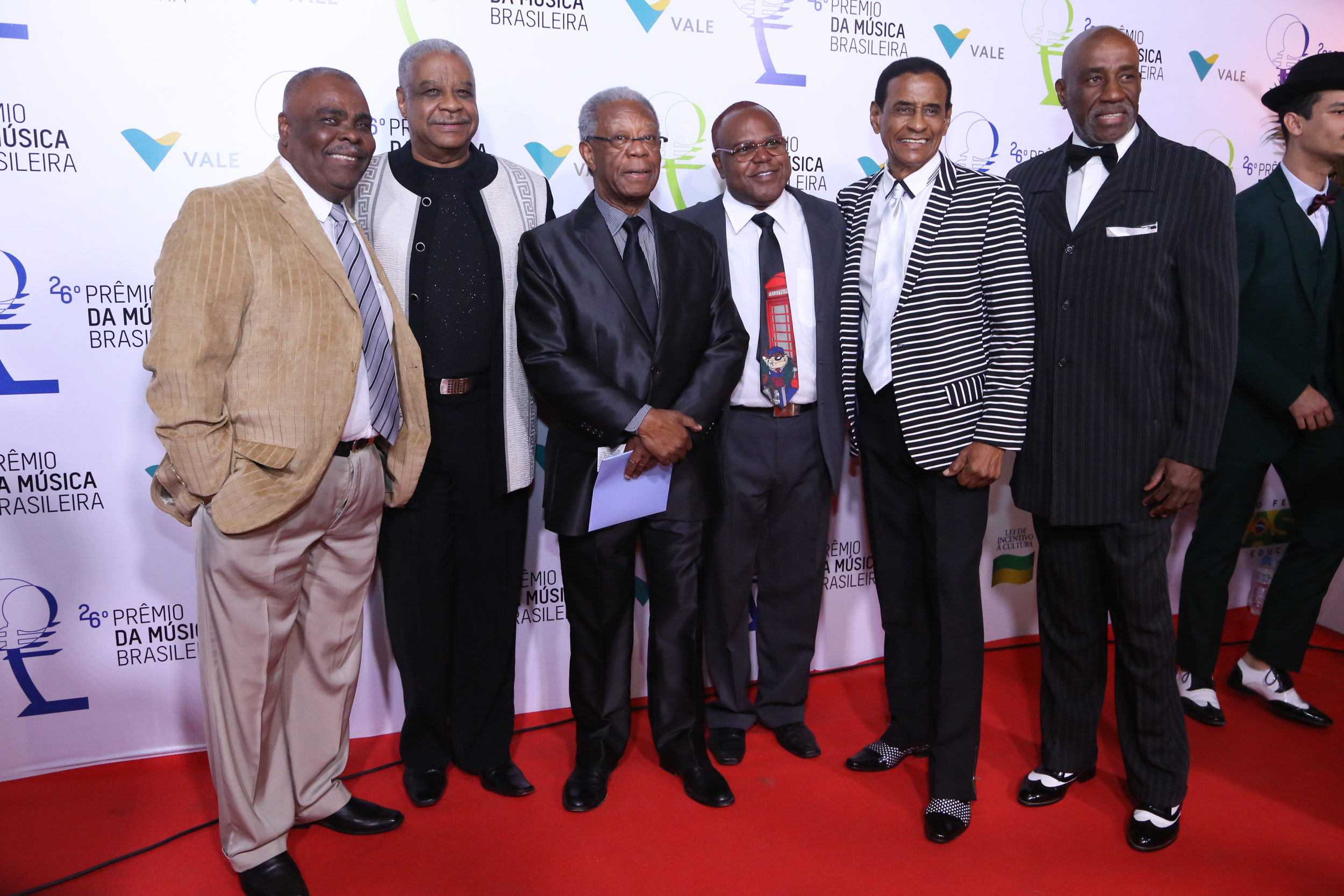
Fundo de Quintal beim 26. Prêmio da Música Brasileira 2015, Rio de Janeiro.

Fundo de Quintal (deutsch etwa Hinterhof) ist eine der ältesten und bedeutendsten brasilianischen Pagodegruppen aus Rio de Janeiro.

## Werdegang
Die Gruppe wurde in den 1970er Jahren aus dem Karnevalsblock Cacique de Ramos in Rio de Janeiro gegründet. Sie gelten als Begründer der Stilrichtung des Pagode. Die Bandmitglieder kamen überwiegend aus der Sambaschule Imperatriz Leopoldinense und verwendeten für ihre Samba-de-roda-Aufführungen ungewöhnliche Instrumente wie dem Repique, ähnlich dem Repinique, Tantã-Trommel und Banjo. Gründungsmitglieder waren Almir Guineto, Bira Presidente, Jorge Aragão, Neoci, Sereno, Sombrinha und Ubirany. Später kamen Arlindo Cruz und Walter Sete Cordas dazu. Als „Madrinha“ oder Gründungspatin fungierte die Sängerin Beth Carvalho. 1978 produzierte sie mit Fundo do Quintal das Album Pé no Chão. 1980 brachte Fundo do Quintal ihr erstes Album "Samba é No Fundo de Quintal" heraus. 1981 verließen Almir Guineto und Jorge Aragão die Band.
2003 traten Fundo de Quintal zusammen mit Beth Carvalho, Zeca Pagodinho und Dudu Nobre im Maracanãzinho in der Show „Festival Fábrica do Samba“ auf.
Zu ihren größten Erfolgen gehören Hits wie „A Batucada dos Nossos Tantãs“, „E Eu Não Fui Convidado“, „Boca Sem Dente“, „Ô, Irene“, „O Show Tem Que Continuar“, „Do Fundo do Nosso Quintal“, „Só pra Contrariar“, „Miudinho“, „Bebeto Loteria“, „Não Vai na Conversa Dela“, „Vai Lá Vai Lá“, „Parabéns pra Você“, „Andei, Andei“, „Malandro Sou Eu“ und „Tô Que Tô“.

## Diskografie
- Samba é No Fundo de Quintal - Vol.1 (1980)
- Samba é No Fundo de Quintal - Vol.2 (1981)
- Nos Pagodes da Vida (1983)
- Seja Sambista Também (1984)
- Divina Luz (1985)
- O Mapa da Mina (1986)
- Do Nosso Fundo de Quintal (1987)
- O Show tem Que Continuar (1988)
- Ciranda do Povo (1989)
- Ao Vivo (1990)
- É Aí Que Quebra a Rocha(1991)
- A Batucada dos Nossos Tantãs (1993)
- Carta Musicada (1994)
- Palco Iluminado (1995)
- Nas Ondas do Partido (1996)
- Livre Pra Sonhar (1997)
- Fundo de Quintal e Convidados (1998)
- Chega Pra Sambar (1999)
- Nosso Grito (2000)
- Simplicidade - Ao Vivo (2000)
- Papo de Samba (2001)
- Ao Vivo no Cacique de Ramos (2002)
- Festa Pra Comunidade (2003)
- Ao Vivo Convida (2004)
- Samba Quente (2005)
- Pela Hora (2006)
- O quintal do Samba' (2008)
- Samba de Todos os Tempos (2008)
- Vou Festejar (2009)
- Nossa Verdade (2011)
- No Compasso do Samba (2012)
- Só Felicidade (2014)
- 40 Anos — No Circo Voador (2016)
- Nosso Bem Maior (2023)